# Carazo (Hiszpania)
Carazo – gmina w Hiszpanii, w prowincji Burgos, w Kastylii i León, o powierzchni 24,03 km². W 2011 roku gmina liczyła 41 mieszkańców.